# Lazuri, Arad
Lazuri este un sat în comuna Vârfurile din județul Arad, Crișana, România.
Are aproximativ 400 de locuitori

## Vezi și
- Biserica de lemn din Lazuri, Arad